# Puerto Villaroel
Pour les articles homonymes, voir Villarroel.
Puerto Villaroel est une petite ville bolivienne située dans le département de Cochabamba, à la frontière entre ce dernier et celui de Santa Cruz.
Elle est située à l'altitude de 166 m. Sa population est estimée à 969 habitants.

## Situation
La ville est construite sur les rives de l'abondant Río Ichilo qui atteint ici sa profondeur maximale (18 mètres). Elle se trouve à plus ou moins 100 km de son confluent avec le Río Grande bolivien, qui devient dès lors le Río Mamoré.
Pour la Bolivie, fort dépourvue de bonnes routes carrossables, surtout dans la plaine amazonienne, Puerto Villaroel est un grand port fluvial qui fait la liaison entre les départements de Cochabamba et de Santa Cruz d'une part, et celui du Beni d'autre part.

## Tourisme
Puerto Villaroel n'est qu'à 2 heures de route de Villa Tunari, le grand centre touristique de la région des Yungas de Cochabamba. Depuis le port, en canot ou en bateau on peut voyager vers Trinidad (au port d'El Barrador), en quelques jours de croisière, tout au long des Río Ichilo et Río Mamoré. Le retour, plus lent, peut se faire en avion sur une ligne commerciale.
On peut aussi visiter la réserve indigène des Yuquis.

## Plans de développement
Le port fluvial de Puerto Villaroel pourrait avoir un bel avenir, dans la mesure où les travaux prévus sur le Río Madeira y compris la régulation du Río Mamoré se concrétisent. Il est aussi situé non loin de la grande liaison interocéanique prévue entre le sud-est brésilien fort industrialisé et les ports chiliens et péruviens du Pacifique. Un grand port fluvial à cet endroit ferait le lien entre la nouvelle voie fluviale Madeira-Mamoré (du nord vers le sud) et le grand axe routier interocéanique (qui va d'est en ouest).
Les projets de l'IIRSA prévoyaient l'établissement d'un grand axe routier entre Santa Cruz de la Sierra et Cochabamba, contournant par le nord les Andes et les parcs nationaux qui y sont associés (dans le cadre du projet G05). Cette route est aujourd'hui en grande partie réalisée. Mais ce n'est qu'un maillon du grand axe transocéanique.
Lorsque tout sera achevé, il serait alors prévu de construire un port important sur le site de Puerto Villaroel, pour le transbordement de marchandises. Cependant il ne s'agit que d'un projet, nullement approuvé.

## Sources
- (es + en) Site de l'IIRSA Projet G05 de l'IIRSA concernant la liaison entre Cochabamba et Santa Cruz de la Sierra par la plaine amazonienne au nord des parcs nationaux
- (es) Site bolivien sur la région du Chapare et de ses environs